# Попова, Юлия Анатольевна
Юлия Анатольевна Попова (род. 14 апреля 1971 года) — российский дизайнер, член-корреспондент РАХ (2023).

## Биография
Родилась 14 апреля 1971 года, живёт и работает в Москве.
В 1993 году — окончила филологическое отделение Московского педагогического государственного университета.
В 2008 году — окончила Национальный исследовательский университет «Высшая школа экономики» по специальности «бренд-менеджмент в индустрии моды».
В 2012 году — окончила «Лаборатория моды Вячеслава Зайцева» по направлению «дизайн одежды»; в 2014 году — прошла повышение квалификации в Академии повышения квалификации и профессиональной переподготовки работников образования.
Член Творческого союза художников России, Союза дизайнеров России.
Дизайнер, директор по развитию Московского дома моды Вячеслава Зайцева, директор Галереи-мастерской Славы Зайцева; арт-директор показов выпускников Ю. А. Поповой в десяти сезонах «Mersedes-Benz Fashion Week Russia».
Доцент кафедры «Дизайн костюма» Московского художественно-промышленного института.
В 2019 году — избрана почётным членом, в 2023 году — избрана членом-корреспондентом Российской академии художеств от Отделения.

## Творческая деятельность
Основные проекты: автор костюмов к спектаклям Государственного академического малого театра (в соавторстве с В. М. Зайцевым), разработка концепций международных показов коллекций модельера В. М. Зайцева, разработка концепций и кураторство его авторских выставок, в том числе «Вячеслав Зайцев в Эрмитаже» (2016), курировала издание книги академика РАХ В. М. Зайцева «Мода. Мой Дом» (АСТ, 2017).
Автор идеи Научно-практических конференций «Конгресс мод», реализованных Отделением дизайна Российской академии художеств (2018—2022).
Соавтор коллективной научной монографии «Конгресс мод. От Н. П. Ламановой до наших дней» Отделения дизайна РАХ (М., 2020).
Член жюри конкурсов дизайна и моделирования — конкурс имени Н. П. Ламановой, «Губернский стиль» и другие.

## Награды
- Диплом РАХ (2022) — за подготовку коллективной научной монографии «Конгресс мод: от Н. П. Ламановой до наших дней»